# 131e régiment d'infanterie (France)
Pour les articles homonymes, voir 131e régiment.
Le 131e régiment d'infanterie (131e RI) est un régiment d'infanterie de l'Armée de terre française créé sous la Révolution sous le nom de 131e demi-brigade de première formation.

## Création et différentes dénominations
- 1794 : création de la 131e demi-brigade de bataille formée avec les unités suivantes :
  - 1er bataillon du 71e régiment d'infanterie
  - 17e bataillon de volontaires des Réserves
  - 8e bataillon de volontaires de Paris
- 1796 : dissous et amalgamé dans la 1re demi-brigade d'infanterie de ligne
- 1811 : création, le 24 juin 1811, du régiment pénal de Walcheren basé sur l'île de Walcheren, aux Pays-Bas, pour accueillir les conscrits réfractaires du nord de la France impériale.
- 1812 : le régiment pénal de Walcheren devient le 131e régiment d'infanterie de ligne pour la campagne de Russie.
- 1814 : licenciement et dissolution.
- 1873 : recréation.
- 1914 : à la mobilisation, il met sur pied son régiment de réserve, le 331e régiment d'infanterie

## Chefs de corps

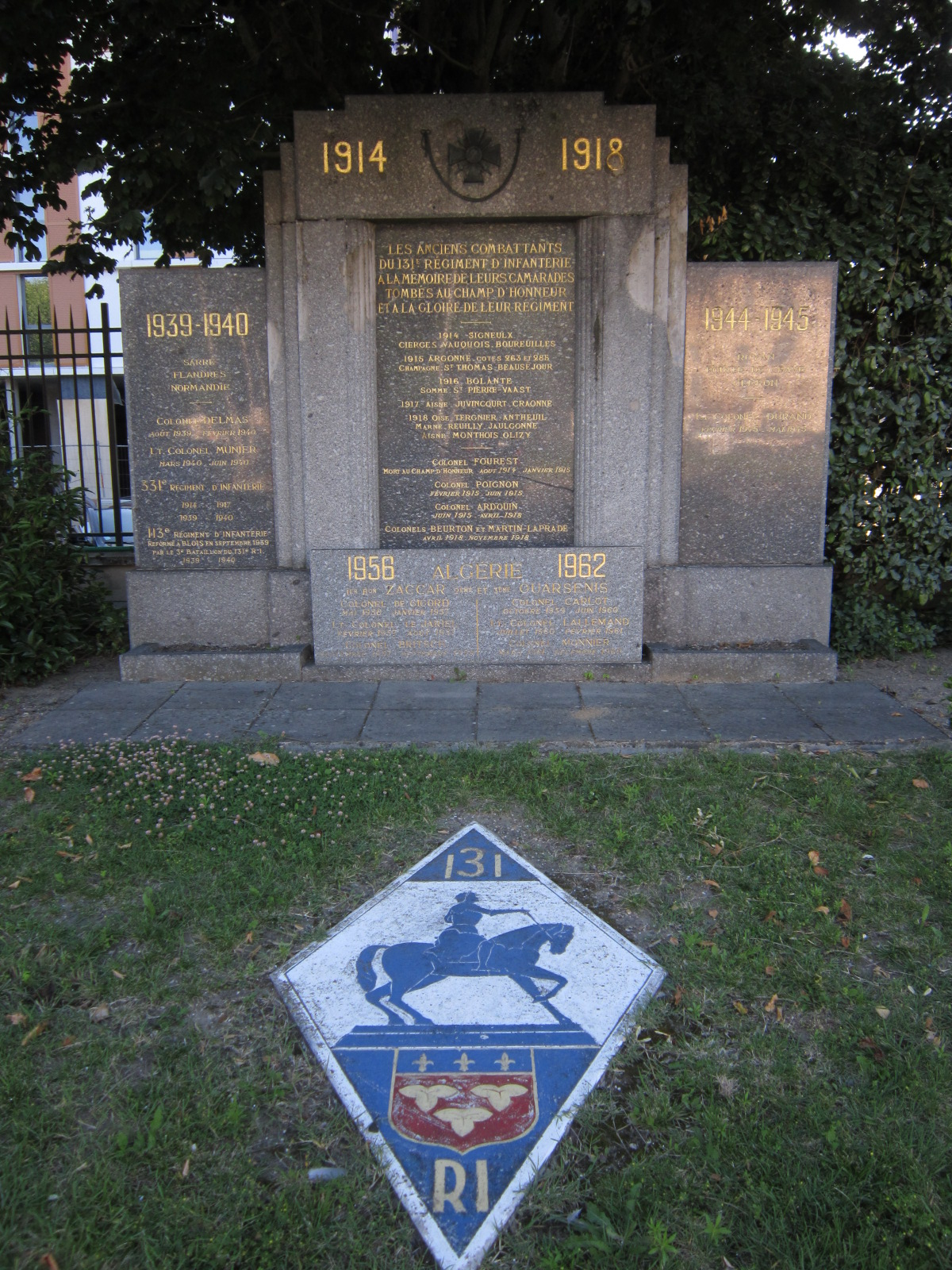
Monument commémoratif à Orléans

- 1794 : Delamarre (?) - chef de brigade
- 1811 : Henry Maury - colonel (*)
- 1813 : Jean-Baptiste-Marie-Joseph de Tschudy - colonel

- 3 octobre 1873-11 novembre 1880 : colonel Pierre-Marie-Hippolyte Le Toullec (*)
- 14 décembre 1880-6 juillet 1886 : colonel Jean-Léon Labrune (*)
- 8 juillet 1886-30 janvier 1890 : colonel Jacques Debord
- 15 avril 1890-25 octobre 1895 : colonel Émile-Stanislas Girard
- 30 décembre 1895-19 février 1896 : colonel Marie-Georges de Lardemelle (*)
- 20 février 1896-novembre 1903 : colonel Henri d'Aboville (*)
- 12 novembre 1903-22 décembre 1906 : colonel Hyacinthe Clément Justin Coquet (*)
- 22 décembre 1906-15 octobre 1910 : colonel Louis-Alexandre Dubois (*)
- 15 octobre 1910-9 janvier 1915 : colonel Maurice Fourest (tué à l'ennemi près de Vauquois)[1]
- 9 au 12 janvier 1915 : capitaine Louis Deligny (chef de corps par intérim)
- 12 janvier-1er juillet 1915 : lieutenant-colonel Camille Poignon (**)
- 1er au 5 juillet 1915 : chef de bataillon Paul (chef de corps par intérim)
- 5 juillet 1915-3 avril 1918 : lieutenant-colonel puis colonel Jules-Jean-Eugène Ardouin
- 3 avril 1918-22 septembre 1918 : lieutenant-colonel Joseph-Jules-Louis Beurton
- 22 septembre 1918-15 mars 1919 : lieutenant-colonel Louis-Marie-Michel-Pierre Martin-Laprade
- 15 mars 1919-11 juillet 1920 : lieutenant-colonel Médéric-Louis Braconnier

- 1927 : lieutenant-colonel Amédée Jean Mollard
- 1940 : lieutenant-colonel Munier
- 1956 colonel de Gigord
- 1991 Lieutenant Colonel Tapie

(*) Officier devenu par la suite général de brigade.

(**) Officier devenu par la suite général de division.

## Historique des garnisons, combats et bataille du131eRIde ligne

### RévolutionetEmpire
En 1794, après la capitulation de Grave, le 2e bataillon de la 131e demi-brigade est mis en garnison dans la ville.
- 1795 : Heidelberg et Wissembourg

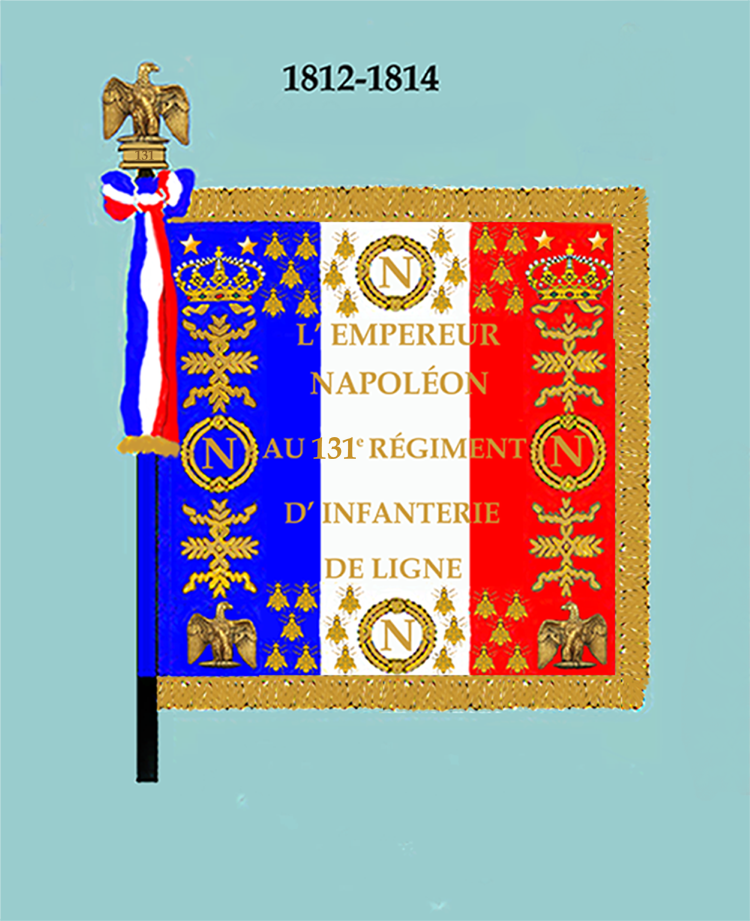
Drapeau modèle de 1812 (avers)
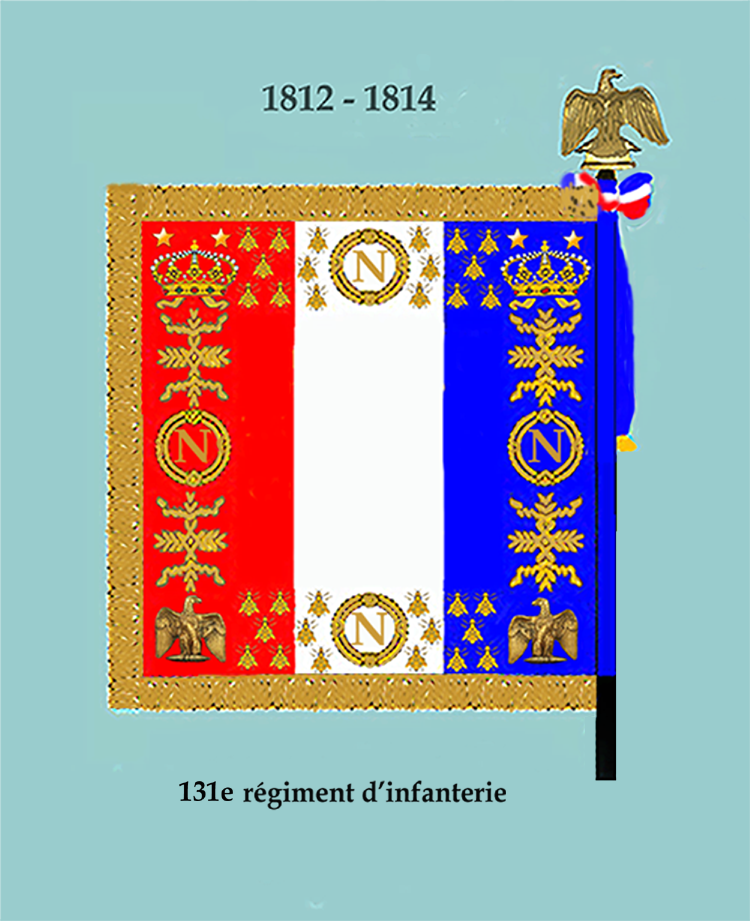
Drapeau modèle de 1812 (revers)

- 1812 : campagne de Russie au sein de la 32e division d'infanterie du général Durutte, intégré au 11e corps d'armée :
  - Bérézina
- 1813 : campagne d'Allemagne toujours au sein de la 32e division d'infanterie intégré au 7e corps d'armée du général Reynier :
  - Lützen, Bautzen, Reichenbach, Gross-Beeren, Denewitz, Leipzig, Hanau, et Saffnitz
- 1814 : Metz et Mincio

Officiers tués et/ou blessés durant leur service au 131e régiment d'infanterie de ligne durant la période 1811-1814 :
- Officiers tués : 8
- Officiers morts des suites de leurs blessures : 1
- Officiers blessés : 32

### De 1873 à 1914
Lors de la réorganisation des corps d'infanterie de 1887, le 4e bataillon forme le 151e régiment d'infanterie

### Première Guerre mondiale
À la déclaration de la guerre, il forme, avec le 113e régiment d'infanterie, la 18e brigade du général Brissé, au sein de la 9e division d'infanterie du général Martin, du 5e corps d'armée du général Micheler, de la 3e armée du général Sarrail. À l'entrée de la guerre, il est caserné dans la ville d'Orléans.
Affectations :
- 9e division d'infanterie d'août 1914 à juillet 1915
- 125e division d'infanterie de juillet 1915 à novembre 1918

#### 1914
- Bataille de la Woëvre et des Hauts-de-Meuse : Sommaisne, Pretz-en-Argonne (6 septembre)
- Argonne : Haute-Chevauchée (27-29 septembre)
- Monblainville (17-19 novembre)
- Bataille des Flandres : L'Yser (9 décembre)

#### 1915
- Opérations de janvier à mai - Meuse : Vauquois
- Opérations en Argonne : cote 263, Four-de-Paris, au sein de la 125e DI

#### 1916
- Bataille de la Somme : Bouchavesnes, Rancourt, Bois Saint-Pierre-Vaast

#### 1917
- Juvincourt (21 novembre) Front de 1 500 mètres, 450 prisonniers allemands

#### 1918
- Oise : Quierzy (13 mars)
- Bois de Vignemont, Antheuil (9-14 juin)
- Marne : secteur de Jaulgonne (15 juillet)
- Challerange, Monthois (10 octobre)
- Olizy (14 octobre)

### Seconde Guerre mondiale
- En 1940, le 131e R.I sous les ordres du lieutenant-colonel Munier au sein de la 9e division d'infanterie motorisée du général Didelet de la VIIe Armée du général Giraud du 16e corps d'armée du général de division Falgade. Région militaire, centre mobilisateur d'infanterie, dit aussi CMI 51 Orléans/Blois.
- Extrait JMO (Archives Vincennes carton 34N132) :
  - Alerté à Orléans et Blois 27.08.1939 le régiment, sous les ordres du colonel DELMAS, entre dans la formation de la 9e DIM mise sur pied dans la 5e région militaire.
  - Offensive de la Sarre. 09.09.39 En ligne à l'Est de Sarreguemines et pénétration d'une dizaine de kilomètres en territoire allemand.
  - Drôle de guerre. Relevé le 25 septembre, le régiment est transporté à Hazebrouck. Le 4 octobre, à Bergues. Le 19 octobre, à Saint-Sylvestre-Cappel. Le 28 février 1940, le colonel DELMAS est remplacé par le commandant MIQUEL. Le 15 mars, le colonel MUNIER prend ses fonctions de chef de corps du régiment.
  - Campagne de France Au 10.05, conformément au plan Dyle-Breda, le 1er bataillon prend position entre Turehout et Herenthals (25 km d'Anvers). 14 mai, repli sur le canal Albert. Proximité troupes anglaises. 17 mai combat à Valenciennes. Le 17 mai, son IIe Bataillon (commandant Hugon) fait une reconnaissance en forêt de Mormal et forme un môle antichar à Saulzoir-Montrécourt. Le 18 mai: combats en forêt de Mormal, à Le Cateau et à Landrecies. Nombreux prisonniers et dispersion du régiment. Le 131e RI a pratiquement cessé d'exister. Le 19 mai, des restes se replient vers Dunkerque. Le 26 mai, son IIe Bataillon (commandant Hugon) et sa CRME (capitaine de Carné) sont mis aux ordres du Lt-Colonel Trouillet (commandant la 4e Demi-Brigade de Chasseurs de la 43e DI) et relèvent le 29e BCP sur le canal de la Deule, entre Don et Les Barraques. Le 27 mai: combats toute la journée sur le canal de la Deule puis repli sur Lille. Le 2 juin, au cours de l'opération Dynamo, embarquement pour l'Angleterre. Le 9 juin, retour en France, débarquement à Brest. Le 10 juin, combats à Louviers et à Elbeuf. Le 18 juin, le colonel est fait prisonnier. 22 juin, Armistice.

### Guerre d'Algérie
Au cessez-le-feu du 19 mars 1962 en Algérie, le 131e RI créé comme 91 autres régiments, les 114 unités de la Force Locale. Le 131°R.I forme deux unités de la Force locale de l'ordre Algérienne, la 476-477° UFL-UFO composé de 10 % de militaires métropolitains et de 90 % de militaires musulmans, qui pendant la période transitoire devaient être au service de l'exécutif provisoire Algérien, jusqu'à l'indépendance de l'Algérie.
- Le régiment est devenu Centre d'entraînement commando (CEC no 4) à Vieux Brisach en Allemagne.

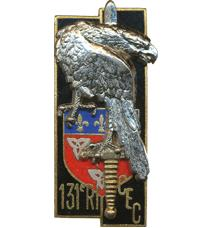
Insigne du centre d'entraînement commando du 131e régiment d'infanterie.

## Drapeau
Il porte, cousues en lettres d'or dans ses plis, les inscriptions suivantes, :
- La Bérézina 1812
- Lützen 1813
- Bautzen1813
- Argonne 1915
- La Somme 1916
- Noyon 1918
- AFN 1952-1962

## Décorations
Sa cravate est décorée de la Croix de guerre 1914-1918 avec trois citations à l'ordre de l'armée. 
Il a le droit au port de la fourragère aux couleurs du ruban de la Croix de guerre 1914-1918.

## Devise
"Croire, oser, gagner"

## Personnalités ayant servi au131eRI
- Charles Péguy (1873 - 1914), écrivain, poète et essayiste français, y fait son service militaire de septembre 1892 à septembre 1893.
- Maurice Bourlon (1875-1914), préhistorien, capitaine au 131e Régiment d'infanterie, mort au combat.
- Léonce Marraud (1882-1914), homme de lettres, y fait son service militaire de 1903 à 1904. Son nom est inscrit au Panthéon parmi les 560 écrivains morts au champ d'honneur pendant la Première Guerre mondiale.
- Pierre Ginisty (1884-1914), avocat, journaliste et auteur dramatique, y fait son service militaire de 1903 à 1904. Son nom est inscrit au Panthéon dans la liste des 560 écrivains morts pour la France.
- Maurice Dekobra (1885-1973), romancier et journaliste, y fait son service militaire.
- Jules-Gérard Jordens (1885-1916), poète, y fait la deuxième année de service militaire de 1907 à 1908. Son nom est inscrit au Panthéon parmi les 560 écrivains morts au combat pendant la Première Guerre mondiale.
- Paul d'Argueef (1887-1922), capitaine au 131e en 1914-1915 et as français et russe.
- Marcel Roche (1890-1959), artiste peintre, dessinateur et graveur, mobilisé en 1914. Il est l'auteur du livre d'artiste en exemplaire unique Le combat du Grand-Bailly - 22 août 1914, manuscrit qu'il a enluminé à la gouache en 1917, aujourd'hui conservé à la Bibliothèque nationale de France[4].
- Ivan Bertrand (1893-1965), neurologue, sert au 131e en 1918
- Raymond Defosse (1897-1956), Compagnon de la Libération
- Jean Grelaud (1898-2007), mobilisé en 1917, un des trois derniers poilus à sa mort
- Jean Gosset (1912-1944), philosophe et résistant français, mobilisé en 1939-1940 au 131eRI
- Philippe Ginestet (1905-1962), futur général, commandant la 9e compagnie en 1939-1940

## Sources et bibliographie
- Bibliographie fournie par le musée du château de Vincennes.
- À partir du Recueil d'Historiques de l'Infanterie française (Général Andolenko, Eurimprim, 1969).
- le 131e R.I